# 一幅僮锦
《一幅僮锦》是一部中国上海美术电影制片厂制作的水墨动画，由萧甘牛根据僮族（现称“壮族”）民间故事整理改编。该片获得了捷克斯洛伐克第十二届卡罗维发利国际电影节荣誉奖。